# Hamilton (nhạc kịch)
Hamilton – An American Musical là vở nhạc kịch Hoa Kỳ do Lin-Manuel Miranda sáng tác dựa trên cuộc đời và sự nghiệp của Bộ trưởng Ngân khố đầu tiên của Hoa Kỳ Alexander Hamilton. Miranda lấy cảm hứng từ cuốn tiểu sử Alexander Hamilton của nhà sử học Ron Chernow. Phần âm nhạc là một sự kết hợp giữa hip hop, R&B, pop, soul, jazz, Tin Pan Alley và âm nhạc của nhạc kịch truyền thống.
Vở kịch khắc họa cuộc đời của Alexander Hamilton. Xuất thân là một cậu bé mồ côi nghèo khổ di cư đến Mỹ, sau bao phấn đấu và nỗ lực không ngừng nghỉ, Hamilton được làm sĩ quan tùy tùng cho George Washington. Sau khi chiến tranh kết thúc, ông hành nghề luật sư và tham gia vào quá trình lập quốc Hoa Kỳ. Vở kịch cũng không quên nhắc đến các dấu ấn nổi bật trong sự nghiệp chính trị của ông và cả màn đấu súng nổi tiếng của ông với Aaron Burr. Hamilton được gọi là một vở nhạc kịch của "nước Mỹ thời nay kể về nước Mỹ thời xưa".
Từ lúc bắt đầu công diễn, Hamilton đã nhận được nhiều phản hồi tích cực. Đợt diễn đầu tiên vào tháng 2 năm 2015 ở nhà hát The Public Theater (ngoài Broadway) bán hết vé và thắng 8 giải Drama Desk, trong đó có Nhạc kịch xuất sắc nhất. Sau đó vở kịch được chuyển sang Broadway diễn với quy mô lớn hơn, ngay lập tức trở thành một hiện tượng phòng vé đồng thời cũng nhận được đánh giá tích cực từ các nhà phê bình. Với 16 đề cử ở mùa giải Tony năm 2016, Hamilton lập kỷ lục là vở nhạc kịch có nhiều đề cử Tony nhất trong lịch sử và chiến thắng ở 11 hạng mục, trong đó có hạng mục Nhạc kịch hay nhất. Ngoài ra còn thắng giải Pulitzer năm 2016 cho hạng mục Kịch hay nhất. Sau đó đợt sản xuất của West End, Luân Đôn cũng thắng 7 giải Olivier, trong đó có giải Nhạc kịch mới xuất sắc nhất, Thành tựu âm nhạc xuất sắc nhất và Biên đạo múa xuất sắc nhất. Tờ The Guardian của Anh vinh danh Hamilton là vở kịch xuất sắc thứ hai thế kỷ 21.

## Ra đời
Lin-Manuel Miranda nói về quá trình lên ý tưởng như sau:
"Sau khi In the Heights kết thúc, tôi đi nghỉ mát và mang theo một cuốn tiểu sử về Hamilton. Có cái gì đó chạm đến tôi. Ban đầu tôi chọn quyển sách này chỉ để [lấy ý tưởng] viết một bài vui vui thôi – một bài rap đùa về cuộc đấu tay đôi giữa Hamilton và Burr chẳng hạn. Nhưng càng đọc tôi càng thấy cuộc đời Hamilton chính là một minh chứng cho sức mạnh của câu chữ. Nếu tạo ra một album hip-hop về quá trình lập quốc chẳng phải sẽ rất hay sao? Ông ấy [Hamilton] giống như kiểu nhân vật trong các tác phẩm của Charles Dickens. Xuất thân là một đứa trẻ mồ côi nghèo không một xu dính túi [...] tự vươn lên bằng hai bàn tay trắng. [...] trở thành phụ tá thân cận không thể thiếu của George Washington thời Cách mạng rồi sự nghiệp thăng hoa từ đó. Và cũng chỉ ở Mỹ thì chuyện này mới có thể xảy ra. Nhưng đồng thời ông cũng tự đi chuốc họa vào thân, xung đột với Thomas Jefferson, John Adams và Aaron Burr để rồi bị bắn chết. Rất giống Biggie, rất giống Tupac. Và rất là hip-hop."
Sau đó anh tìm hiểu xem đã có vở nhạc kịch nào viết về Hamilton chưa thì chỉ có một vở kịch Broadway năm 1917 do George Arliss thủ vai chính. Miranda bắt tay vào thực hiện dự án này và đặt tên nó là The Hamilton Mixtape. 12 tháng 5 năm 2009, Miranda được mời đến Nhà trắng để biểu diễn những bài nhạc trong vở nhạc kịch In the Heights cho sự kiện Evening of Poetry (Đêm thơ ca), nhưng anh lại hát bài hát đầu tiên trong The Hamilton Mixtape (sau này chính là bài "Alexander Hamilton", bài mở đầu vở nhạc kịch Hamilton). Sau đó, anh mất một năm để sáng tác bài "My Shot".
Ngày 27 tháng 7 năm 2013, Miranda biểu diễn The Hamilton Mixtape tại một buổi workshop ở Vassar Reading Festival (Lễ hội Đọc sách Vassar). Đạo diễn sản xuất là Thomas Kail còn Alex Lacamoire chỉ đạo âm nhạc. Lúc này buổi diễn chỉ có màn I và ba bài hát đầu tiên của màn II.

## Sản xuất

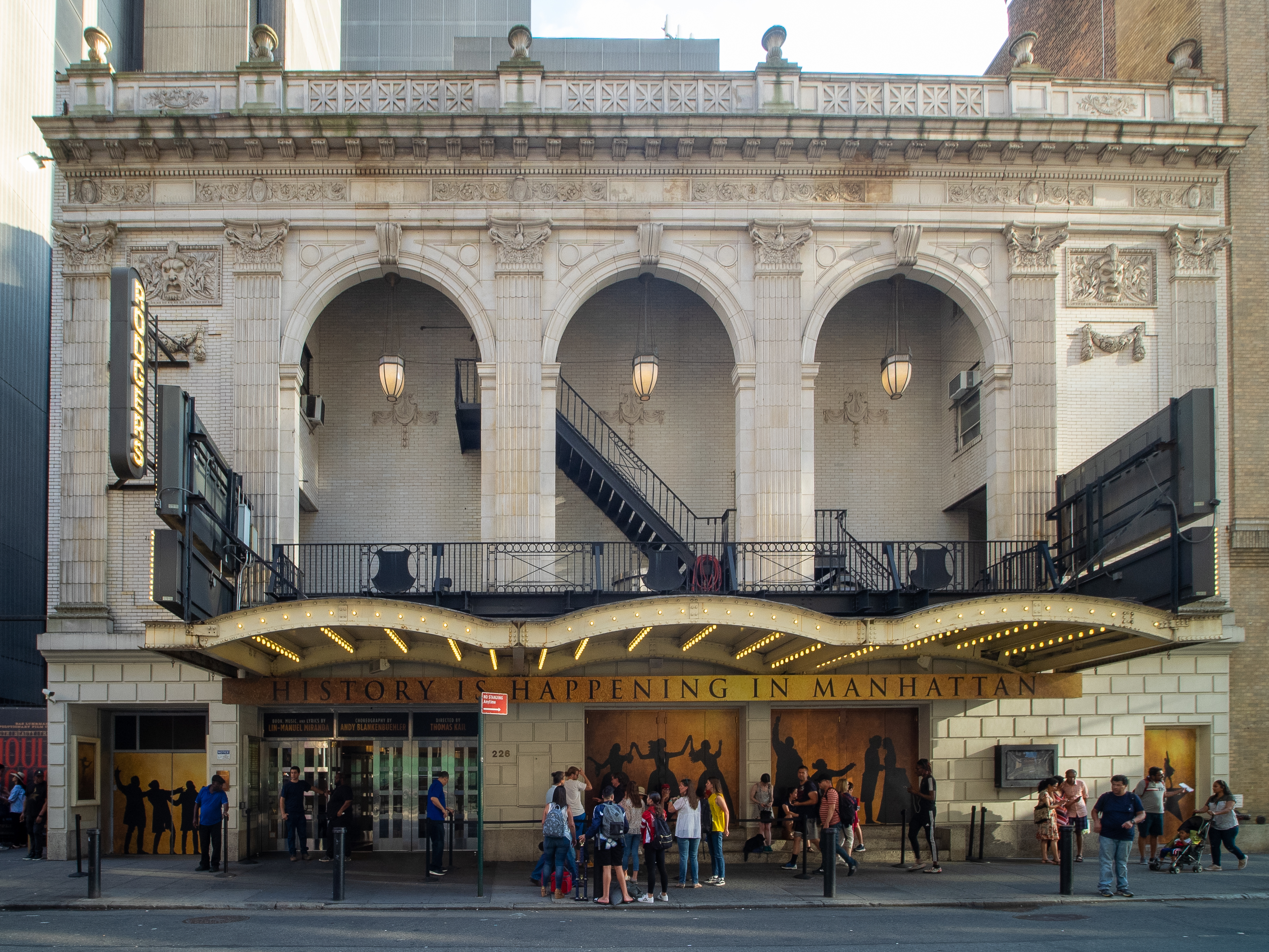
Công diễn ở nhà hát Rodgers Theater thuộc hệ thống Broadway, New York.

### Ngoài Broadway
Đợt sản xuất đầu tiên diễn ra ở nhà hát The Public Theater (một nhà hát ở thành phố New York nhưng không nằm trong hệ thống 41 nhà hát chuyên nghiệp của Broadway, nên đợt sản xuất này được gọi là "ngoài Broadway"), do Thomas Kail đạo diễn còn Andy Blankenbuehler biên đạo múa, dưới sự giám sát của Oskar Eustis – giám đốc công ty Public's Artistic. Vở kịch ra mắt ngày 20 tháng 1 năm 2015 và chính thức diễn cho công chúng từ ngày 17 tháng 2. Nhà sử học Ron Chernow đóng vai trò cố vấn lịch sử cho suốt đợt sản xuất. Đây là một đợt diễn thành công vì vừa bán hết vé, nhận được nhiều đánh giá tích cực từ giới chuyên môn và vừa được nhiều khán giả ủng hộ, nên ê kíp sản xuất chuyển vở kịch qua nhà hát Richard Rodgers Theatre có quy mô lớn hơn.

### Ở Broadway, New York (2015)
Ở nhà hát Richard Rodgers Theatre, Hamilton ra mắt ngày 13 tháng 7 năm 2015 và chính thức diễn cho công chúng từ ngày 6 tháng 8 năm 2015. Chỉ đạo sản xuất là Jeffrey Seller, David Korins thiết kế sân khấu, Paul Tazewell chịu trách nhiệm mảng phục trang, Howell Binkley chịu trách nhiệm ánh sáng và Nevin Steinber lo khâu âm thanh. Đây cũng chính là ê kíp từng tham gia sản xuất Hamilton ở nhà hát The Public Theatre.
Đợt sản xuất này nhận được nhiều lời đánh giá tích cực từ các nhà phê bình kịch nghệ và thắng 11 giải Tony.

### Ở Chicago (2016)
Ngày 27 tháng 9 năm 2016, Hamilton ra mắt ở nhà hát CIBC Theatre Chicago. Nhà sản xuất chính Jeffrey Seller dự đoán rằng đợt sản xuất này sẽ kéo dài ít nhất 2 năm. Vở kịch chính thức công diễn vào tháng 10 và kết thúc ngày 5 tháng 1 năm 2020 sau 1314 buổi diễn. Đợt sản xuất này thu về 400 triệu đô la Mỹ tiền doanh thu.

### Ở West End, Luân Đôn (2017)
Cameron Mackintosh chịu trách nhiệm sản xuất phiên bản West End của Hamilton. Ra mắt vào ngày 6 tháng 12 năm 2017, chính thức diễn cho công chúng từ ngày 21 tháng 12 năm 2017 ở nhà hát Victoria Palace Theatre, và dự kiến sẽ kéo dài đến ngày 19 tháng 12 năm 2020. Đợt sản xuất ngày nhận được 13 đề cử Olivier và chiến thắng ở 7 hạng mục.

### Quốc tế
- Đức: Công ty Stage Entertainment thông báo đã mua bản quyền để chuyển thể Hamilton sang tiếng Đức và dự định sẽ ra mắt khán giả Đức ở Hamburg mùa thu năm 2020.[26][27]
- Úc: Nhà hát Sydney Lyric Theatre dự định sẽ cho ra mắt Hamilton tháng 2 năm 2021, tháng 3 sẽ chính thức công diễn.[28]

## Nội dung

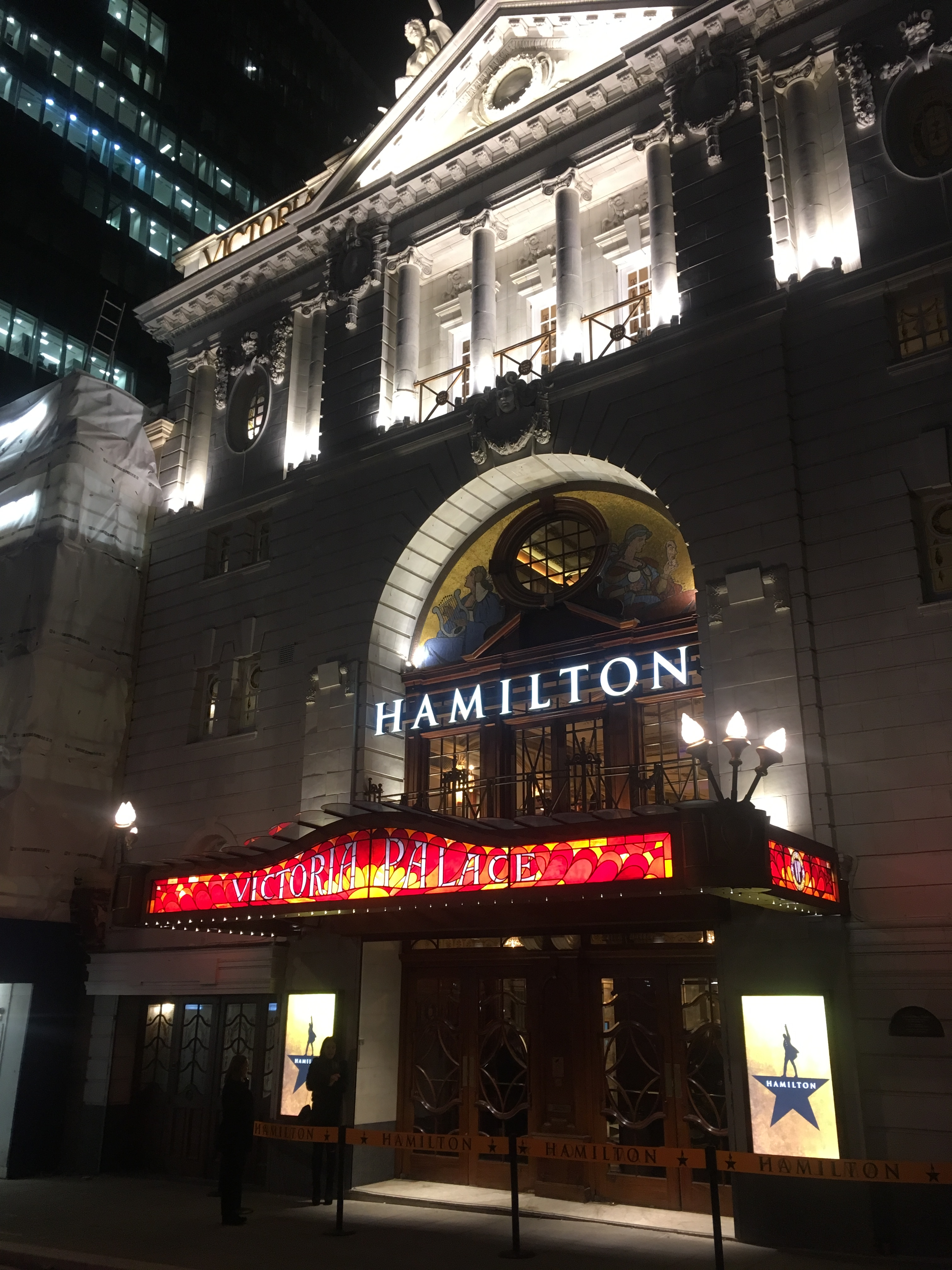
Công diễn ở nhà hát Victoria Palace, Luân Đôn tháng 12 năm 2017

Lấy bối cảnh thế kỷ 18, Hoa Kỳ lúc bấy giờ là mười ba thuộc địa của Anh trên bờ biển Đại Tây Dương. Vào những năm 1750, các thuộc địa bắt đầu hợp tác với nhau thay vì giao dịch trực tiếp với Anh. Các hoạt động liên thuộc địa này đã nuôi dưỡng ý thức chia sẻ bản sắc Mỹ. Chiến tranh Pháp và người da đỏ và một loạt các Đạo luật thuế sau đó khiến cho nhiều người dân thuộc địa bất bình với chính phủ Anh của vua George III.

### Màn I
Vở kịch mở màn với bài hát "Alexander Hamilton" kể về tiểu sử của cậu bé Alexander Hamilton lớn lên trong cảnh nghèo khó, cậu đến New York quyết tâm bắt đầu một cuộc sống mới. Năm 1776 ở thành phố New York, Hamilton gặp Aaron Burr, John Laurens, Hầu tước Lafayette, Hercules Mulligan ("Aaron Burr, Sir") và khiến mọi người ấn tượng với tài hùng biện của mình ("My Shot"). Họ kết bạn với nhau và cùng nhau khẳng định ý chí cách mạng ("The Story of Tonight"). Tối hôm đó, ba chị em nhà Schuyler (Angelica, Peggy và Eliza) cũng vào trung tâm thành phố để tìm ý trung nhân ("The Schuyler Sisters"). Samuel Seabury tuyên truyền cho người dân về sự nguy hiểm của Quốc hội Lục địa nhưng bị Hamilton phản pháo ("Farmer Refuted"). Cùng lúc đó một lá thư từ vua George III được gửi đến Hoa Kỳ nhằm nhắc nhở tất cả người dân thuộc địa về quyền lực của ông ("You'll Be Back"). Tướng George Washington cần một sĩ quan tùy tùng nên tuyển Hamilton ("Right Hand Man"). Năm 1780, tại một buổi vũ hội của nhà quý tộc Philip Schuyler, cô con gái Eliza Schuyler trúng tiếng sét ái tình với Alexander ("A Winter's Ball"). Anh cũng đáp lại tình cảm của cô và hai người kết hôn ("Helpless"). Angelica Schuyler (chị của Eliza) cũng đem lòng yêu Alexander nhưng kìm nén tình cảm của mình để đám cưới của em gái có thể diễn ra suôn sẻ ("Satisfied"). Burr đến đám cưới để chúc mừng Hamilton nhậm chức phụ tá, nhưng Hamilton nói rằng anh muốn được ở ngoài tiền tuyến như Burr hơn là "quản lý sổ sách cho George" ("The Story of Tonight (Reprise)"). Sau đó, Burr tự kể về cuộc đời và những tâm sự của mình ("Wait For It").
Diễn biến trên chiến trường đang ngày một tệ hơn cho quân đội Lục địa. Chỉ đạo quân sự của Charles Lee vấp phải sự phản đối từ Hamilton và Laurens ("Stay Alive"). Được Hamilton và Burr hỗ trợ, Laurens thách đấu tay đôi với Charles Lee vì tội lăng mạ Washington. Kết quả là Lee bị thương rồi đầu hàng ("Ten Duel Commandments"). Hamilton bị Washington phạt phải về quê ("Meet Me Inside"). Ở quê nhà, Eliza tiết lộ là cô đang mang thai ("That Would Be Enough"). Sau đó, Burr giới thiệu Lafayette với khán giả. Là sĩ quan người Pháp nhưng đến Hoa Kỳ để phục vụ trong quân đội Hoa Kỳ, Lafayette thuyết phục Washington gọi Hamilton quay lại chiến trường. Ngoài ra, anh cũng sẽ thuyết phục nước Pháp nhúng tay vào cuộc chiến ("Guns and Ships"). Washington bày tỏ sự tin tưởng của anh đối với Hamilton và căn dặn Hamilton phải cẩn trọng vì mọi nước đi "đều sẽ được sử sách ghi lại" ("History Has Its Eyes on You"). Cuộc vây hãm Yorktown năm 1781 diễn ra và phía Mỹ cài gián điệp Mulligan vào bên Anh. Sau một tuần, Anh giơ cờ trắng đầu hàng ("Yorktown (The World Turned Upside Down)").
Sau khi bại trận, George III của Anh hỏi giờ đây những người dân thuộc địa định cai trị đất nước như thế nào ("What Comes Next?"). Đứa con đầu tiên của Hamilton và Burr lần lượt ra đời – Philip Hamilton và Theodosia Burr. Hai ông bố hứa sẽ bảo vệ con mình bằng mọi giá ("Dear Theodosia"). Hamilton nhận được hung tin rằng Laurens đã hi sinh trong một trận chiến vô nghĩa. Anh vùi mình vào công việc để quên đi đau buồn ("Tomorrow There'll Be More of Us"). Một thời gian sau, Hamilton kiến nghị một thể chế quốc hội mới và đồng sáng tác tập Luận cương Liên bang (The Federalist Papers) với James Madison và John Jay rồi được Washington chỉ định làm Thống đốc Ngân khố ("Non-Stop").

### Màn II

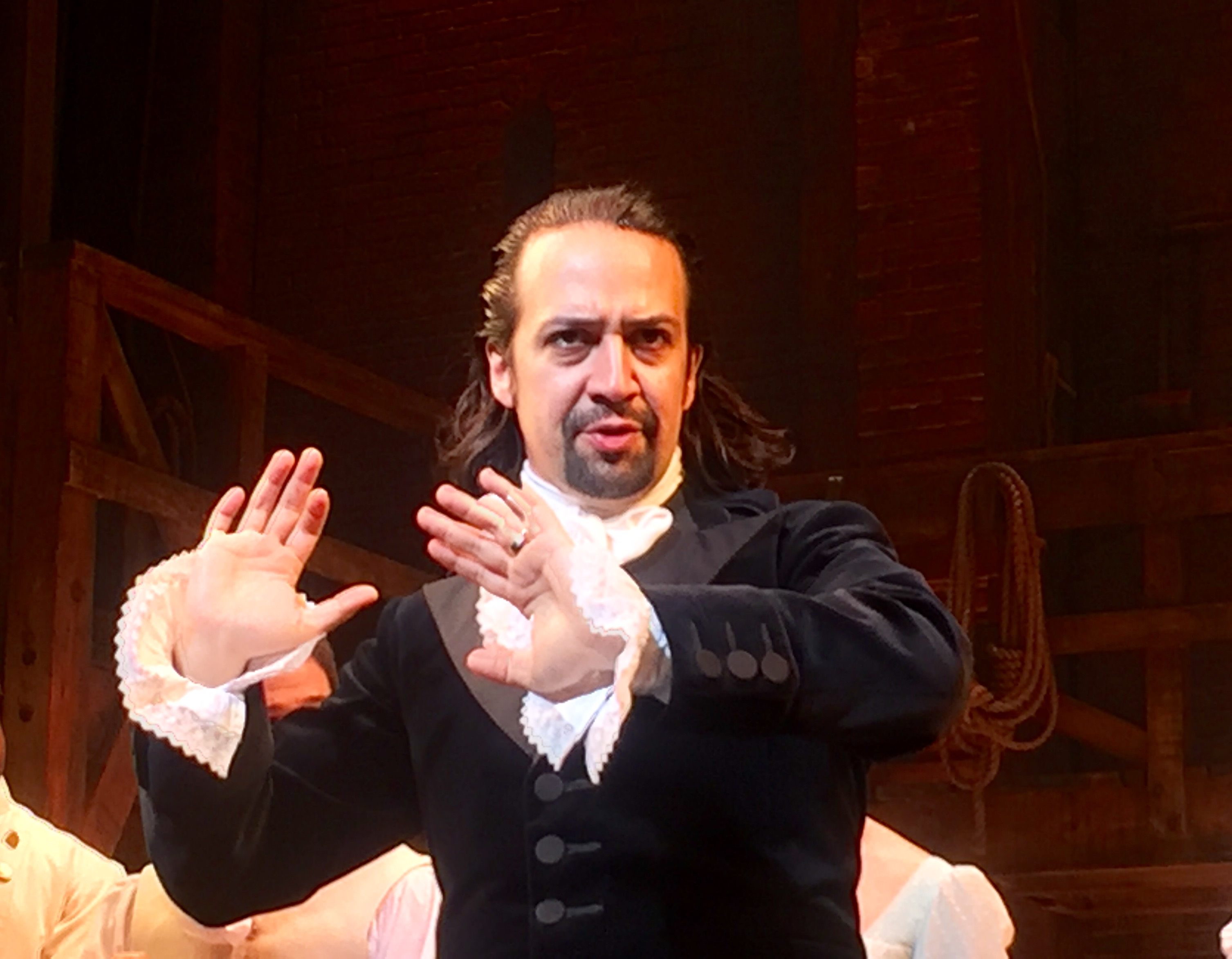
Lin-Manuel Miranda trong vai Hamilton tháng 4 năm 2016

Năm 1789, Thomas Jefferson quay về Hoa Kỳ sau một thời gian dài công sứ ở Pháp ("What'd I Miss"). Tại một cuộc họp Nội các, phía Jefferson và Madison phản đối các kiến nghị tài chính của Hamilton. Nhưng Washington ủng hộ Hamilton, bảo Hamilton phải tìm cách thuyết phục và thỏa hiệp để giành được đa số phiếu từ Quốc hội ("Cabinet Battle #1"). Mùa hè đến, Hamilton vùi đầu vào công việc và từ chối đi về miền quê nghỉ hè với gia đình nhà Schuyler ("Take a Break"). Sống một mình, anh bắt đầu vụng trộm với Maria Reynolds rồi trở thành nạn nhân tống tiền của lão Reynolds, nếu không lão sẽ mách Eliza ("Say No to This"). Tại một bữa tối riêng tư (mà Washington không hề hay biết), Hamilton, Jefferson và Madison trao đổi về kiến nghị của Hamilton và về việc đặt thủ đô ở khu vực sông Potomac. Trong khi đó, Burr ghen tị và ao ước có được vị trí của Hamilton ("The Room Where It Happens"). Burr chuyển qua Đảng Dân chủ Cộng hòa, đánh bại Philip Schuyler (bố vợ của Hamilton) trong cuộc chạy đua vào Thượng viện, trở thành đối thủ của Hamilton ("Schuyler Defeated").
Trong một cuộc họp Nội các khác, Jefferson và Hamilton tranh cãi về việc Hoa Kỳ có nên tiếp ứng cho Pháp trong một cuộc chiến với Anh. Cuối cùng, Washington đồng ý với quan điểm của Hamilton là nên giữ lập trường trung lập ("Cabinet Battle #2") khiến Jefferson, Madison, và Burr cay cú ("Washington on Your Side"). Biết được tin Jefferson từ chức để chuẩn bị ra tranh cử tổng thống, Washington quyết định chấm dứt nhiệm kỳ tổng thống của mình và Hamilton giúp ông viết diễn văn từ biệt ("One Last Time").
Vua George III nhận được tin rằng John Adams sẽ kế nhiệm và dự đoán trong nội bộ Quốc hội sẽ đấu đá lẫn nhau ("I Know Him"). John Adams đắc cử tổng thống và sa thải Hamilton, Jefferson làm phó tổng thống. Hamilton chỉ trích Adams một cách công khai ("The Adams Administration"). Khi bị Jefferson, Madison và Burr cáo buộc về việc đầu cơ ngân sách chính phủ, Hamilton khai thật rằng anh bị lão Reynolds tống tiền ("We Know"). Hamilton phản ánh lại cuộc đời mình qua bài hát "Hurricane". Sợ rằng nếu bị tố cáo về ngoại tình sẽ gây bất lợi cho sự nghiệp chính trị của mình, Hamilton tự công khai nó trên tờ Reynolds Pamphlet ("The Reynolds Pamphlet"). Eliza đau buồn, đốt hết thư từ với Hamilton ("Burn"). Lúc này, Philip Hamilton đã 19 tuổi và thách đấu tay đôi với George Eacker vì dám sỉ nhục cha anh ("Blow Us All Away"). Kết quả là Philip bị thương nặng và không qua khỏi ("Stay Alive (Reprise)"). Hamilton và Eliza dần hòa giải với nhau ("It's Quiet Uptown").
Năm 1800, Hamilton ủng hộ Jefferson trong cuộc chạy đua vào Nhà trắng ("The Election of 1800"), gây ra căng thẳng ngày càng leo thang giữa Hamilton và Burr. Jefferson đắc cử tổng thống còn Burr làm phó tổng thống. Mang tâm trạng tức tối, Burr gửi Hamilton thư để thách đấu tay đôi ("Your Obedient Servant"). Trước khi ra khỏi nhà để đến chỗ thách đấu, Hamilton viết vội bức di thư dẫu Eliza giục Hamilton quay lại ngủ ("Best of Wives and Best of Women"). Tại New Jersey, Hamilton cố tình bắn hụt nên lãnh đạn và qua đời. Burr sống sót nhưng ca thán rằng ông sẽ bị lịch sử nguyền rủa là người đã giết Hamilton ("The World Was Wide Enough"). Sau cái chết của Hamilton, Jefferson và Madison công nhận các thành tựu của ông. Eliza kể ra các nỗ lực không ngừng nghỉ của bà trong công cuộc giữ gìn di sản của Hamilton ("Who Lives, Who Dies, Who Tells Your Story").

## Âm nhạc
| Màn I - "Alexander Hamilton" – Burr, Laurens, Jefferson, Madison, Hamilton, Eliza, Washington và các diễn viên khác - "Aaron Burr, Sir" – Hamilton, Burr, Laurens, Lafayette và Mulligan - "My Shot" – Hamilton, Laurens, Lafayette, Mulligan, Burr và các diễn viên khác - "The Story of Tonight" – Hamilton, Laurens, Mulligan, Lafayette và các diễn viên khác - "The Schuyler Sisters" – Angelica, Eliza, Peggy, Burr và các diễn viên khác - "Farmer Refuted" – Seabury, Hamilton, Burr và các diễn viên khác - "You'll Be Back" – Vua George III và các diễn viên khác - "Right Hand Man" – Washington, Hamilton, Burr và các diễn viên khác - "A Winter's Ball" – Burr, Hamilton và các diễn viên khác - "Helpless" – Eliza và các diễn viên khác - "Satisfied" – Angelica và các diễn viên khác - "The Story of Tonight (Reprise)" – Laurens, Mulligan, Lafayette, Hamilton và Burr - "Wait for It" – Burr và các diễn viên khác - "Stay Alive" – Hamilton, Washington, Laurens, Lafayette, Mulligan, Lee, Eliza, Angelica và các diễn viên khác - "Ten Duel Commandments" – Laurens, Hamilton, Lee, Burr và các diễn viên khác - "Meet Me Inside" – Hamilton, Burr, Laurens, Washington và các diễn viên khác - "That Would Be Enough" – Eliza và Hamilton - "Guns and Ships" – Burr, Lafayette, Washington và các diễn viên khác - "History Has Its Eyes on You" – Washington, Hamilton và các diễn viên khác - "Yorktown (The World Turned Upside Down)" – Hamilton, Lafayette, Laurens, Mulligan, Washington và các diễn viên khác - "What Comes Next?" – Vua George III - "Dear Theodosia" – Burr và Hamilton - "Tomorrow There'll Be More of Us" – Laurens, Eliza và Hamilton - "Non-Stop" – Burr, Hamilton, Angelica, Eliza, Washington và các diễn viên khác | Màn II - "What'd I Miss?" – Jefferson, Burr, Madison và các diễn viên khác - "Cabinet Battle #1" – Washington, Jefferson, Hamilton và Madison - "Take a Break" – Eliza, Philip, Hamilton và Angelica - "Say No to This" – Maria Reynolds, Burr, Hamilton, James Reynolds và các diễn viên khác - "The Room Where It Happens" – Burr, Hamilton, Jefferson, Madison và các diễn viên khác - "Schuyler Defeated" – Philip, Eliza, Hamilton và Burr - "Cabinet Battle #2" – Washington, Jefferson, Hamilton và Madison - "Washington on Your Side" – Burr, Jefferson, Madison và các diễn viên khác - "One Last Time" – Washington, Hamilton và các diễn viên khác - "I Know Him" – Vua George III - "The Adams Administration" – Burr, Jefferson, Hamilton, Madison và các diễn viên khác - "We Know" – Hamilton, Jefferson, Burr và Madison - "Hurricane" – Hamilton và các diễn viên khác - "The Reynolds Pamphlet" – Jefferson, Madison, Burr, Hamilton, Angelica, James Reynolds và các diễn viên khác - "Burn" – Eliza - "Blow Us All Away" – Philip, Martha, Dolly, Eacker, Hamilton và các diễn viên khác - "Stay Alive (Reprise)" – Hamilton, Philip, Eliza và các diễn viên khác - "It's Quiet Uptown" – Angelica, Hamilton, Eliza và các diễn viên khác - "The Election of 1800" – Jefferson, Madison, Burr, Hamilton và các diễn viên khác - "Your Obedient Servant" – Burr, Hamilton và các diễn viên khác - "Best of Wives and Best of Women" – Eliza và Hamilton - "The World Was Wide Enough" – Burr, Hamilton và các diễn viên khác - "Who Lives, Who Dies, Who Tells Your Story" – Eliza và các diễn viên khác |

Ghi chú

1. ↑  "và các diễn viên khác": Tiếng Anh là company, họ không hát chính trong bài hát nhưng vẫn tham gia hòa âm.
2. ↑  "Tomorrow There'll Be More of Us": Bài này không có album thu âm chính thức. Miranda giải thích rằng vì nó không hẳn là một bài hát đúng nghĩa mà chỉ là một cảnh trong vở kịch.[29]
3. ↑  Ở phiên bản ngoài Broadway thì bài này tên là "One Last Ride".[30]
4. ↑  "The Reynolds Pamphlet": Bài này có một đoạn của bài "Congratulations" (của phiên bản ngoài Broadway).[30]

### Album phòng thu

#### Hamilton(album năm 2015)
Tháng 9 năm 2015, công ty Atlantic Records tung ra album phòng thu (cast album) của Hamilton với sự góp giọng của chính dàn diễn viên Broadway đầu tiên. Bản điện tử được phát hành ngày 15 tháng 9 năm 2015, theo sau là bản cứng vào ngày 16 tháng 10 năm 2015, ngoài ra còn có phiên bản đĩa than. Album ra mắt bảng xếp hạng Billboard 200 tại vị trí thứ 12, đây cũng là thành tích cao nhất cho một album nhạc kịch kể từ năm 1963. Sau đó album vươn lên vị trí thứ 3 và còn đạt được ngôi quán quân bên bảng xếp hạng Billboard Rap. Phiên bản phòng thu này còn mang về một giải Grammy cho Album Nhạc kịch xuất sắc nhất.
| Tất cả các ca khúc được viết bởi Lin-Manuel Miranda.\| Màn I \| Màn I \| Màn I \| Màn I \| \| STT \| Nhan đề \| Nghệ sĩ \| Thời lượng \| \| ---------------- \| ----------------------------------------- \| --------------------------------------------------------------------------------------------------------------------------------------------------------------------- \| ---------- \| \| 1. \| "Alexander Hamilton" \| - Leslie Odom Jr. - Anthony Ramos - Daveed Diggs - Okieriete Onaodowan - Lin-Manuel Miranda - Phillipa Soo - Christopher Jackson - Original Broadway Cast of Hamilton \| 3:56 \| \| 2. \| "Aaron Burr, Sir" \| - Miranda - Odom Jr. - Ramos - Diggs - Onaodowan \| 2:36 \| \| 3. \| "My Shot" \| - Miranda - Ramos - Diggs - Onaodowan - Odom Jr. - Cast \| 5:33 \| \| 4. \| "The Story of Tonight" \| - Miranda - Ramos - Onaodowan - Diggs - Cast \| 1:31 \| \| 5. \| "The Schuyler Sisters" \| - Renée Elise Goldsberry - Soo - Jasmine Cephas-Jones - Odom Jr. - Cast \| 3:06 \| \| 6. \| "Farmer Refuted" \| - Thayne Jasperson - Miranda - Cast \| 1:52 \| \| 7. \| "You'll Be Back" \| - Jonathan Groff - Cast \| 3:28 \| \| 8. \| "Right Hand Man" \| - Jackson - Miranda - Odom Jr. - Cast \| 5:21 \| \| 9. \| "A Winter's Ball" \| - Odom Jr. - Miranda - Cast \| 1:09 \| \| 10. \| "Helpless" \| - Soo - Cast \| 4:09 \| \| 11. \| "Satisfied" \| - Goldsberry - Cast \| 5:29 \| \| 12. \| "The Story of Tonight (Reprise)" \| - Ramos - Onaodowan - Diggs - Miranda - Odom Jr. \| 1:55 \| \| 13. \| "Wait for It" \| - Odom Jr. - Cast \| 3:13 \| \| 14. \| "Stay Alive" \| Cast \| 2:39 \| \| 15. \| "Ten Duel Commandments" \| - Ramos - Miranda - Jon Rua - Odom Jr. - Cast \| 1:46 \| \| 16. \| "Meet Me Inside" \| - Miranda - Odom Jr. - Ramos - Jackson - Cast \| 1:23 \| \| 17. \| "That Would Be Enough" \| - Soo - Miranda \| 2:58 \| \| 18. \| "Guns and Ships" \| - Odom Jr. - Diggs - Jackson - Cast \| 2:07 \| \| 19. \| "History Has Its Eyes On You" \| - Jackson - Miranda - Cast \| 1:37 \| \| 20. \| "Yorktown (The World Turned Upside Down)" \| Cast \| 4:02 \| \| 21. \| "What Comes Next?" \| Groff \| 1:39 \| \| 22. \| "Dear Theodosia" \| - Odom Jr. - Miranda \| 3:04 \| \| 23. \| "Non-Stop" \| - Odom Jr. - Miranda - Goldsberry - Soo - Jackson - Cast \| 6:25 \| \| Tổng thời lượng: \| Tổng thời lượng: \| Tổng thời lượng: \| 70:58 \| |                                           | |            |
| Màn I |                                           | |            |
| STT | Nhan đề                                   | Nghệ sĩ | Thời lượng |
| 1. | "Alexander Hamilton"                      | Leslie Odom Jr. Anthony Ramos Daveed Diggs Okieriete Onaodowan Lin-Manuel Miranda Phillipa Soo Christopher Jackson Original Broadway Cast of Hamilton | 3:56       |
| 2. | "Aaron Burr, Sir"                         | Miranda Odom Jr. Ramos Diggs Onaodowan | 2:36       |
| 3. | "My Shot"                                 | Miranda Ramos Diggs Onaodowan Odom Jr. Cast | 5:33       |
| 4. | "The Story of Tonight"                    | Miranda Ramos Onaodowan Diggs Cast | 1:31       |
| 5. | "The Schuyler Sisters"                    | Renée Elise Goldsberry Soo Jasmine Cephas-Jones Odom Jr. Cast                                                                                         | 3:06       |
| 6. | "Farmer Refuted"                          | Thayne Jasperson Miranda Cast | 1:52       |
| 7. | "You'll Be Back"                          | Jonathan Groff Cast | 3:28       |
| 8. | "Right Hand Man"                          | Jackson Miranda Odom Jr. Cast | 5:21       |
| 9. | "A Winter's Ball"                         | Odom Jr. Miranda Cast | 1:09       |
| 10. | "Helpless"                                | Soo Cast | 4:09       |
| 11. | "Satisfied"                               | Goldsberry Cast | 5:29       |
| 12. | "The Story of Tonight (Reprise)"          | Ramos Onaodowan Diggs Miranda Odom Jr. | 1:55       |
| 13. | "Wait for It"                             | Odom Jr. Cast | 3:13       |
| 14. | "Stay Alive"                              | Cast | 2:39       |
| 15. | "Ten Duel Commandments"                   | Ramos Miranda Jon Rua Odom Jr. Cast | 1:46       |
| 16. | "Meet Me Inside"                          | Miranda Odom Jr. Ramos Jackson Cast | 1:23       |
| 17. | "That Would Be Enough"                    | Soo Miranda | 2:58       |
| 18. | "Guns and Ships"                          | Odom Jr. Diggs Jackson Cast | 2:07       |
| 19. | "History Has Its Eyes On You"             | Jackson Miranda Cast | 1:37       |
| 20. | "Yorktown (The World Turned Upside Down)" | Cast | 4:02       |
| 21. | "What Comes Next?"                        | Groff | 1:39       |
| 22. | "Dear Theodosia"                          | Odom Jr. Miranda | 3:04       |
| 23. | "Non-Stop"                                | Odom Jr. Miranda Goldsberry Soo Jackson Cast | 6:25       |
| Tổng thời lượng: | Tổng thời lượng:                          | Tổng thời lượng: | 70:58      |

| \| Màn II \| Màn II \| Màn II \| Màn II \| \| STT \| Nhan đề \| Nghệ sĩ \| Thời lượng \| \| ---------------- \| ------------------------------------------- \| -------------------------------------------------------------------------- \| ---------- \| \| 1. \| "What'd I Miss" \| - Diggs - Odom Jr. - Onaodowan - Cast \| 3:56 \| \| 2. \| "Cabinet Battle #1" \| - Jackson - Diggs - Miranda - Onaodowan \| 3:35 \| \| 3. \| "Take a Break" \| - Soo - Ramos - Miranda - Goldsberry \| 4:46 \| \| 4. \| "Say No to This" \| - Cephas-Jones - Odom Jr. - Miranda - Sydney James Harcourt - Cast \| 4:02 \| \| 5. \| "The Room Where It Happens" \| - Odom Jr. - Miranda - Diggs - Onaodowan - Cast \| 5:18 \| \| 6. \| "Schuyler Defeated" \| - Ramos - Soo - Miranda - Odom Jr. \| 1:03 \| \| 7. \| "Cabinet Battle #2" \| - Jackson - Diggs - Miranda - Onaodowan \| 2:22 \| \| 8. \| "Washington On Your Side" \| - Odom Jr. - Diggs - Onaodowan - Cast \| 3:01 \| \| 9. \| "One Last Time" \| - Jackson - Miranda - Cast \| 4:56 \| \| 10. \| "I Know Him" \| Groff \| 1:37 \| \| 11. \| "The Adams Administration" \| Cast \| 0:54 \| \| 12. \| "We Know" \| - Miranda - Diggs - Odom Jr. - Onaodowan \| 2:22 \| \| 13. \| "Hurricane" \| - Miranda - Cast \| 2:23 \| \| 14. \| "The Reynolds Pamphlet" \| Cast \| 2:08 \| \| 15. \| "Burn" \| Soo \| 3:45 \| \| 16. \| "Blow Us All Away" \| - Ramos - Ariana DeBose - Sasha Hutchings - Ephraim Sykes - Miranda - Cast \| 2:53 \| \| 17. \| "Stay Alive (Reprise)" \| - Miranda - Ramos - Soo - Cast \| 1:51 \| \| 18. \| "It's Quiet Uptown" \| - Goldsberry - Miranda - Soo - Cast \| 4:30 \| \| 19. \| "The Election of 1800" \| - Diggs - Onaodowan - Odom Jr. - Miranda - Cast \| 3:57 \| \| 20. \| "Your Obedient Servant" \| - Odom Jr. - Miranda - Cast \| 2:30 \| \| 21. \| "Best of Wives and Best of Women" \| - Soo - Miranda \| 0:47 \| \| 22. \| "The World Was Wide Enough" \| - Odom Jr. - Miranda - Cast \| 5:02 \| \| 23. \| "Who Lives, Who Dies, Who Tells Your Story" \| Cast \| 3:37 \| \| Tổng thời lượng: \| Tổng thời lượng: \| Tổng thời lượng: \| 71:15 \| |                                             |                                                                |            |
| Màn II |                                             |                                                                |            |
| STT | Nhan đề                                     | Nghệ sĩ                                                        | Thời lượng |
| 1. | "What'd I Miss"                             | Diggs Odom Jr. Onaodowan Cast                                  | 3:56       |
| 2. | "Cabinet Battle #1"                         | Jackson Diggs Miranda Onaodowan                                | 3:35       |
| 3. | "Take a Break"                              | Soo Ramos Miranda Goldsberry                                   | 4:46       |
| 4. | "Say No to This"                            | Cephas-Jones Odom Jr. Miranda Sydney James Harcourt Cast       | 4:02       |
| 5. | "The Room Where It Happens"                 | Odom Jr. Miranda Diggs Onaodowan Cast                          | 5:18       |
| 6. | "Schuyler Defeated"                         | Ramos Soo Miranda Odom Jr.                                     | 1:03       |
| 7. | "Cabinet Battle #2"                         | Jackson Diggs Miranda Onaodowan                                | 2:22       |
| 8. | "Washington On Your Side"                   | Odom Jr. Diggs Onaodowan Cast                                  | 3:01       |
| 9. | "One Last Time"                             | Jackson Miranda Cast                                           | 4:56       |
| 10. | "I Know Him"                                | Groff                                                          | 1:37       |
| 11. | "The Adams Administration"                  | Cast                                                           | 0:54       |
| 12. | "We Know"                                   | Miranda Diggs Odom Jr. Onaodowan                               | 2:22       |
| 13. | "Hurricane"                                 | Miranda Cast                                                   | 2:23       |
| 14. | "The Reynolds Pamphlet"                     | Cast                                                           | 2:08       |
| 15. | "Burn"                                      | Soo                                                            | 3:45       |
| 16. | "Blow Us All Away"                          | Ramos Ariana DeBose Sasha Hutchings Ephraim Sykes Miranda Cast | 2:53       |
| 17. | "Stay Alive (Reprise)"                      | Miranda Ramos Soo Cast                                         | 1:51       |
| 18. | "It's Quiet Uptown"                         | Goldsberry Miranda Soo Cast                                    | 4:30       |
| 19. | "The Election of 1800"                      | Diggs Onaodowan Odom Jr. Miranda Cast                          | 3:57       |
| 20. | "Your Obedient Servant"                     | Odom Jr. Miranda Cast                                          | 2:30       |
| 21. | "Best of Wives and Best of Women"           | Soo Miranda                                                    | 0:47       |
| 22. | "The World Was Wide Enough"                 | Odom Jr. Miranda Cast                                          | 5:02       |
| 23. | "Who Lives, Who Dies, Who Tells Your Story" | Cast                                                           | 3:37       |
| Tổng thời lượng: | Tổng thời lượng:                            | Tổng thời lượng:                                               | 71:15      |

#### The Hamilton Mixtape (2016)
The Hamilton Mixtape là album tổng hợp các bản remix, cover, bản nháp của các bài hát của vở nhạc kịch. Album được phát hành ngày 2 tháng 12 năm 2016 và dẫn đầu bảng xếp hạng Billboard 200 ngay khi ra mắt. Được phát hành dưới dạng điện tử, đĩa cứng, đĩa than, theo sau là phiên bản băng cassette có 12 bài được phát hành ngày 10 tháng 2 năm 2017.
| \| STT \| Nhan đề \| Sáng tác \| Nhà sản xuất \| Thời lượng \| \| --- \| ---------------------------------------------------------------------------------- \| ----------------------------------------------------------------------------------------------------------------------------------------------- \| ---------------------------------------------------------------------------- \| ---------- \| \| 1. \| "No John Trumbull (Intro)" (The Roots) \| Lin-Manuel Miranda \| - Ahmir Thompson - Tariq Trotter - The Wurx - J.Period \| 0:46 \| \| 2. \| "My Shot (Rise Up Remix)" (The Roots ft. Busta Rhymes, Joell Ortiz và Nate Ruess) \| - Miranda - Trotter - Trevor Smith - Ortiz - Albert Johnson - Kejuan Waliek Muchita - Osteen Harvey, Jr. - Roger Troutman - Christopher Wallace \| Mike Elizondo \| 4:31 \| \| 3. \| "Wrote My Way Out" (Nas, Dave East, Lin-Manuel Miranda và Aloe Blacc) \| - Miranda - Nasir Jones - David Brewster - Egbert Dawkins III - Ramon Ibanga, Jr. \| Illmind \| 4:21 \| \| 4. \| "Wait for It" (Usher) \| Miranda \| Dwayne "Supa Dups" Chin-Quee \| 3:28 \| \| 5. \| "An Open Letter (Interlude)" (Watsky ft. Shockwave) \| Miranda \| - Shockwave - Bill Sherman \| 1:08 \| \| 6. \| "Satisfied" (Sia ft. Miguel và Queen Latifah) \| Miranda \| - Elizondo - Tony Esterly[a] \| 5:18 \| \| 7. \| "Dear Theodosia" (Regina Spektor ft. Ben Folds) \| Miranda \| - Leo Abrahams - Spektor \| 2:25 \| \| 8. \| "Valley Forge (Demo)" (Lin-Manuel Miranda) \| Miranda \| Miranda \| 2:46 \| \| 9. \| "It's Quiet Uptown" (Kelly Clarkson) \| Miranda \| Jason Halbert \| 4:37 \| \| 10. \| "That Would Be Enough" (Alicia Keys) \| Miranda \| - Emile Haynie - Keys \| 4:04 \| \| 11. \| "Immigrants (We Get the Job Done)" (K'naan, Snow tha Product, Riz MC và Residente) \| - Miranda - Keinan Warsame - Claudia Feliciano - Rizwan Ahmed - René Pérez Joglar - Jeffrey Penalva \| Trooko \| 4:41 \| \| 12. \| "You'll Be Back" (Jimmy Fallon và the Roots) \| Miranda \| - Thompson - Trotter - James Poyser \| 4:10 \| \| 13. \| "Helpless" (Ashanti ft. Ja Rule) \| Miranda \| Frequency \| 3:35 \| \| 14. \| "Take a Break (Interlude)" (Illmind) \| Miranda \| Illmind \| 0:48 \| \| 15. \| "Say Yes to This[a]" (Jill Scott) \| - Miranda - Scott - Aaron Pearce \| Pearce \| 3:50 \| \| 16. \| "Congratulations" (Dessa) \| Miranda \| - Andy Thompson - Lazerbeak[a] \| 2:11 \| \| 17. \| "Burn" (Andra Day) \| Miranda \| Elizondo \| 3:39 \| \| 18. \| "Stay Alive (Interlude)" (J.Period và Stro Elliot) \| \| - J.Period - Elliot \| 0:33 \| \| 19. \| "Cabinet Battle 3 (Demo)" (Lin-Manuel Miranda) \| - Miranda - Tupac Shakur - Rufus Cooper III - Katari Cox - Yafeu Fula - Joseph Paquette - Bruce Washington, Jr. - Tyrone Wrice \| Miranda \| 2:49 \| \| 20. \| "Washingtons by Your Side" (Wiz Khalifa) \| - Miranda - Cameron Thomaz - Eric Dan - Jeremy Kulousek - Zachary Vaughan \| ID Labs \| 2:55 \| \| 21. \| "History Has Its Eyes on You" (John Legend) \| Miranda \| Legend \| 3:16 \| \| 22. \| "Who Tells Your Story[b]" (The Roots featuring Common và Ingrid Michaelson) \| - Miranda - Trotter - Lonnie Lynn - Michaelson - Ibanga \| Illmind \| 4:13 \| \| 23. \| "Dear Theodosia (Reprise)" (Chance the Rapper và Francis and the Lights) \| Miranda \| - Francis and the Lights - Peter Cottontale - Nico Segal - Chance the Rapper \| 3:39 \| Ghi chú 1. 2. |                                                                                    | |                                                                      |            |
| STT | Nhan đề                                                                            | Sáng tác | Nhà sản xuất                                                         | Thời lượng |
| 1. | "No John Trumbull (Intro)" (The Roots)                                             | Lin-Manuel Miranda | Ahmir Thompson Tariq Trotter The Wurx J.Period                       | 0:46       |
| 2. | "My Shot (Rise Up Remix)" (The Roots ft. Busta Rhymes, Joell Ortiz và Nate Ruess)  | Miranda Trotter Trevor Smith Ortiz Albert Johnson Kejuan Waliek Muchita Osteen Harvey, Jr. Roger Troutman Christopher Wallace | Mike Elizondo                                                        | 4:31       |
| 3. | "Wrote My Way Out" (Nas, Dave East, Lin-Manuel Miranda và Aloe Blacc)              | Miranda Nasir Jones David Brewster Egbert Dawkins III Ramon Ibanga, Jr.                                                       | Illmind                                                              | 4:21       |
| 4. | "Wait for It" (Usher)                                                              | Miranda | Dwayne "Supa Dups" Chin-Quee                                         | 3:28       |
| 5. | "An Open Letter (Interlude)" (Watsky ft. Shockwave)                                | Miranda | Shockwave Bill Sherman                                               | 1:08       |
| 6. | "Satisfied" (Sia ft. Miguel và Queen Latifah)                                      | Miranda | Elizondo Tony Esterly [a]                                            | 5:18       |
| 7. | "Dear Theodosia" (Regina Spektor ft. Ben Folds)                                    | Miranda | Leo Abrahams Spektor                                                 | 2:25       |
| 8. | "Valley Forge (Demo)" (Lin-Manuel Miranda)                                         | Miranda | Miranda                                                              | 2:46       |
| 9. | "It's Quiet Uptown" (Kelly Clarkson)                                               | Miranda | Jason Halbert                                                        | 4:37       |
| 10. | "That Would Be Enough" (Alicia Keys)                                               | Miranda | Emile Haynie Keys                                                    | 4:04       |
| 11. | "Immigrants (We Get the Job Done)" (K'naan, Snow tha Product, Riz MC và Residente) | Miranda Keinan Warsame Claudia Feliciano Rizwan Ahmed René Pérez Joglar Jeffrey Penalva                                       | Trooko                                                               | 4:41       |
| 12. | "You'll Be Back" (Jimmy Fallon và the Roots)                                       | Miranda | Thompson Trotter James Poyser                                        | 4:10       |
| 13. | "Helpless" (Ashanti ft. Ja Rule)                                                   | Miranda | Frequency                                                            | 3:35       |
| 14. | "Take a Break (Interlude)" (Illmind)                                               | Miranda | Illmind                                                              | 0:48       |
| 15. | "Say Yes to This" (Jill Scott)                                                     | Miranda Scott Aaron Pearce | Pearce                                                               | 3:50       |
| 16. | "Congratulations" (Dessa)                                                          | Miranda | Andy Thompson Lazerbeak [a]                                          | 2:11       |
| 17. | "Burn" (Andra Day)                                                                 | Miranda | Elizondo                                                             | 3:39       |
| 18. | "Stay Alive (Interlude)" (J.Period và Stro Elliot)                                 | | J.Period Elliot                                                      | 0:33       |
| 19. | "Cabinet Battle 3 (Demo)" (Lin-Manuel Miranda)                                     | Miranda Tupac Shakur Rufus Cooper III Katari Cox Yafeu Fula Joseph Paquette Bruce Washington, Jr. Tyrone Wrice                | Miranda                                                              | 2:49       |
| 20. | "Washingtons by Your Side" (Wiz Khalifa)                                           | Miranda Cameron Thomaz Eric Dan Jeremy Kulousek Zachary Vaughan                                                               | ID Labs                                                              | 2:55       |
| 21. | "History Has Its Eyes on You" (John Legend)                                        | Miranda | Legend                                                               | 3:16       |
| 22. | "Who Tells Your Story" (The Roots featuring Common và Ingrid Michaelson)           | Miranda Trotter Lonnie Lynn Michaelson Ibanga                                                                                 | Illmind                                                              | 4:13       |
| 23. | "Dear Theodosia (Reprise)" (Chance the Rapper và Francis and the Lights)           | Miranda | Francis and the Lights Peter Cottontale Nico Segal Chance the Rapper | 3:39       |

## Diễn viên
| Nhân vật                              | Vassar workshop (2014) | Ngoài Broadway (2015)  | Broadway (2015)        | Tour lưu diễn Hoa Kỳ (2017) | West End (2017)  | Tour lưu diễn Hoa Kỳ (2018) | Tour lưu diễn Hoa Kỳ (2019) |
| ------------------------------------- | ---------------------- | ---------------------- | ---------------------- | --------------------------- | ---------------- | --------------------------- | --------------------------- |
| Alexander Hamilton                    | Lin-Manuel Miranda     | Lin-Manuel Miranda     | Lin-Manuel Miranda     | Michael Luwoye              | Jamael Westman   | Joseph Morales              | Julius Thomas III           |
| Eliza Hamilton                        | Ana Nogueira           | Phillipa Soo           | Phillipa Soo           | Solea Pfeiffer              | Rachelle Ann Go  | Shoba Narayan               | Julia K. Harriman           |
| Aaron Burr                            | Utkarsh Ambudkar       | Leslie Odom Jr.        | Leslie Odom Jr.        | Joshua Henry                | Giles Terera     | Nik Walker                  | Donald Webber, Jr.          |
| Angelica Schuyler                     | Anika Noni Rose        | Renée Elise Goldsberry | Renée Elise Goldsberry | Emmy Raver-Lampman          | Rachel John      | Ta'Rea Campbell             | Sabrina Sloan               |
| George Washington                     | Christopher Jackson    | Christopher Jackson    | Christopher Jackson    | Isaiah Johnson              | Obioma Ugoala    | Marcus Choi                 | Isaiah Johnson              |
| Hầu tước Lafayette / Thomas Jefferson | Daveed Diggs           | Daveed Diggs           | Daveed Diggs           | Jordan Donica               | Jason Pennycooke | Kyle Scatliffe              | Simon Longnight             |
| Hercules Mulligan / James Madison     | Joshua Henry           | Okieriete Onaodowan    | Okieriete Onaodowan    | Mathenee Treco              | Tarinn Callender | Fergie L. Philippe          | Brandon Armstrong           |
| John Laurens / Philip Hamilton        | Javier Muñoz           | Anthony Ramos          | Anthony Ramos          | Rubén J. Carbajal           | Cleve September  | Elijah Malcomb              | Rubén J. Carbajal           |
| Peggy Schuyler / Maria Reynolds       | Presilah Nunez         | Jasmine Cephas Jones   | Jasmine Cephas Jones   | Amber Iman                  | Christine Allado | Danielle Sostre             | Darilyn Castillo            |
| Vua George III                        | Joshua Henry           | Brian d'Arcy James     | Jonathan Groff         | Rory O'Malley               | Michael Jibson   | Jon Patrick Walker          | Rick Negrón                 |

## Đón nhận

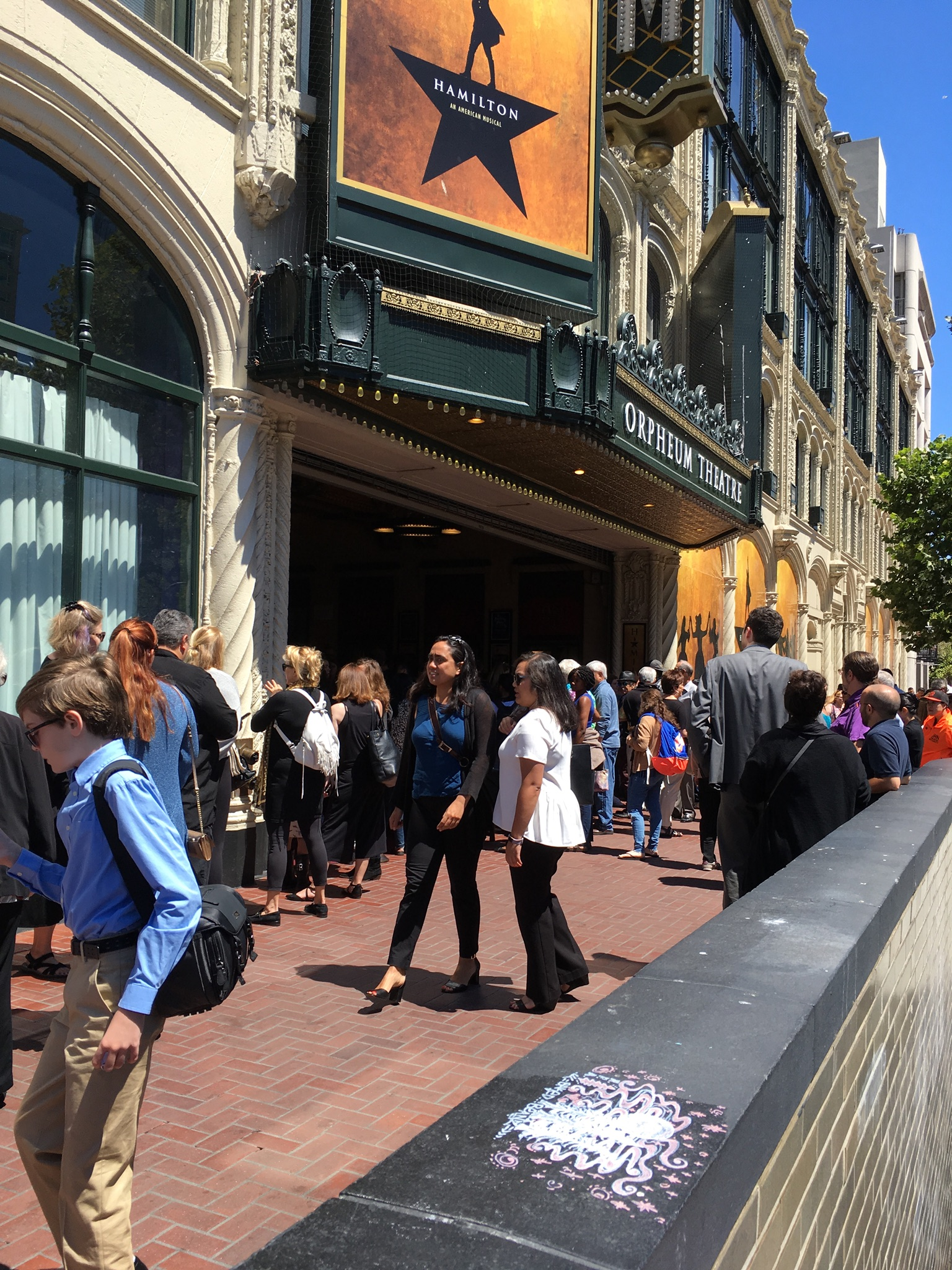
Công diễn ở nhà hát Orpheum Theater, San Francisco năm 2017.

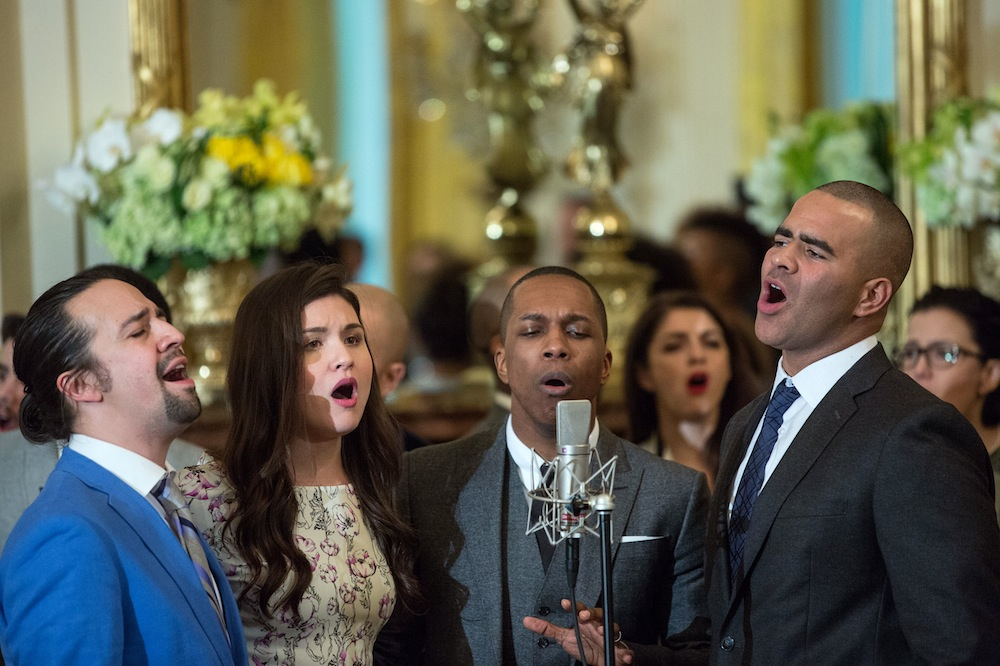
Dàn diễn viên Hamilton biểu diễn ở Nhà trắng tháng 03 năm 2016

### Doanh thu phòng vé và đón nhận của công chúng
Đợt diễn ở nhà hát The Public Theatre bán hết vé. Sau đó đợt diễn ở Broadway thu về 30 triệu đô la Mỹ tiền doanh thu từ vé đặt trước khi vở kịch còn chưa mở màn. Ngày 8 tháng 9 năm 2015 (tức 6 tuần sau khi ra mắt), Hamilton trở thành vở nhạc kịch có doanh thu cao thứ hai Broadway (chỉ sau The Lion King). Một tuần sau đó, vé của tất cả các buổi diễn được bán hết. Cuối tháng 11 năm 2016, Hamilton phá kỷ lục của Wicked và trở thành vở nhạc kịch có doanh thu cao nhất trong một tuần của Broadway với 3,3 triệu đô la Mỹ.
Nhận xét về Hamilton, chủ tịch hội đồng quản trị của Walt Disney Robert A. Iger cho hay: "Không có tác phẩm nghệ thuật nào trong thập kỷ vừa rồi có được tác động văn hóa như Hamilton. Câu chuyện truyền cảm hứng và lôi cuốn này được kể và biểu diễn một cách vô cùng sáng tạo. Trước những thử thách khác thường mà chúng ta đang phải đối mặt, câu chuyện về sự lãnh đạo, kiên cường, hy vọng, tình yêu và tinh thần đoàn kết để đối mặt với nghịch cảnh này vừa gợi được sự đồng cảm mà vừa có sức ảnh hưởng mạnh mẽ. Tổng thống Hoa Kỳ Barack Obama cũng chia sẻ: "Vở kịch này nhắc chúng ta rằng quốc gia này không chỉ do vài cá nhân vĩ đại xây dựng nên, nó là một di sản chung. Hamilton [...] là câu chuyện dành cho tất cả chúng ta và nói về tất cả chúng ta." Obama đã xem vở kịch này 2 lần, khen rằng nó "tuyệt, đang được các thành viên trong gia đình yêu thích" và đùa rằng đây là "thứ duy nhất mà tôi và Dick Cheney đồng ý với nhau."

### Đánh giá chuyên môn
Đánh giá đợt diễn ở nhà hát The Public Theatre, cây bút Marilyn Stasio viết cho báo Variety: "Mặc dù tiền đề nghe có vẻ kì quặc, nhưng chỉ cần 2 giây là bạn sẽ đầu hàng trước sự càn quét của phần âm nhạc và tầm nhìn tuyệt vời của Miranda về đề tài lịch sử. Miranda đã đại diện và phản ánh được suy nghĩ của thế hệ người nhập cư trẻ có ý chí phấn đấu. Đây là một góc nhìn lịch sử rất nhân văn. [...] Thomas Kail khiến con mắt của khán giả bị cuốn vào những cảnh thân mật của những lời hỷ nộ ái ố, nhưng đồng thời cũng giữ sân khấu vừa đủ trống cho những bài nhạc mà toàn bộ dàn diễn viên quần chúng phải lên sân. Phần âm nhạc đầy hứng khởi, nhưng phần lời mới đáng ngạc nhiên. Đoạn hội thoại hát như được sáng tác "đo ni đóng giày" cho từng nhân vật. [...] Tóm lại, lối kể chuyện say sưa của Miranda đã biến câu chuyện của một cá nhân trở thành câu chuyện của một quốc gia, một quốc gia được cấu thành từ dân di cư mà thỉnh thoảng cần phải được nhắc nhớ về gốc gác của chính mình." Trích lời nhhà phê bình Roger Friedman: "Nếu nói rằng tất cả khán giả đều trầm trồ đã là nói giảm nói tránh. Cách Miranda sử dụng sự đa văn hóa để kể câu chuyện này đã xóa bỏ tất cả định kiến về sắc tộc. Phân cảnh và bài hát đám cưới của Hamilton với Eliza thật khiến người ta choáng ngợp. Phần nhạc nền tuyệt diệu và liền mạch cứ không ngừng khiến chúng ta ngạc nhiên."
Đánh giá phiên bản Broadway, Ben Brantley của The New York Times viết: "Tôi không muốn bảo mọi người hãy đi thế chấp nhà cửa để mua vé đi coi một vở kịch Broadway chút nào, nhưng Hamilton thực sự xứng đáng, ít ra là cho những ai cần bằng chứng rằng nhạc kịch Mỹ không chỉ đang vật vờ mà còn đang đi trên con đường tiến hóa có thể khiến nó vươn xa và biến hóa khôn lường trong thời gian tới. [...] Những bản ballad khắc họa mối tình tay ba giữa Hamilton, Eliza và Angelica mang trong nó một sự thôi thúc tình cảm và ám muội đã khiến tôi khóc vì hạnh phúc." Tờ The Guardian của Anh xếp Hamilton hạng hai trong danh sách "50 vở kịch xuất sắc nhất của thế kỷ 21" (chỉ sau Jerusalem) kèm theo lời nhận xét là vở kịch có "nguồn năng lượng rộn ràng, lời bài hát khéo léo và đã tôn vinh được món nợ ân nghĩa mà người nhập cư dành cho nước Mỹ".
Tại mùa giải Tony năm 2016, Hamilton bội thu với 16 đề cử và chiến thắng ở 11 hạng mục, trong đó có "Nhạc kịch hay nhất", "Kịch bản xuất sắc nhất" và "Âm nhạc hay nhất", trở thành vở nhạc kịch có nhiều đề cử Tony nhất trong lịch sử.

## Giải thưởng

### Ở Broadway, New York
| Năm  | Giải                                      | Hạng mục                                                               | Ứng cử viên | Kết quả   |
| ---- | ----------------------------------------- | ---------------------------------------------------------------------- | --- | --------- |
| 2016 | Giải Tony                                 | Nhạc kịch hay nhất                                                     | Nhạc kịch hay nhất | Đoạt giải |
| 2016 | Giải Tony                                 | Kịch bản xuất sắc nhất thể loại Nhạc kịch                              | Lin-Manuel Miranda | Đoạt giải |
| 2016 | Giải Tony                                 | Âm nhạc hay nhất                                                       | Lin-Manuel Miranda | Đoạt giải |
| 2016 | Giải Tony                                 | Nam diễn viên chính xuất sắc nhất thể loại Nhạc kịch                   | Lin-Manuel Miranda | Đề cử     |
| 2016 | Giải Tony                                 | Nam diễn viên chính xuất sắc nhất thể loại Nhạc kịch                   | Leslie Odom Jr. | Đoạt giải |
| 2016 | Giải Tony                                 | Nữ diễn viên chính xuất sắc nhất thể loại Nhạc kịch                    | Phillipa Soo | Đề cử     |
| 2016 | Giải Tony                                 | Nam diễn viên góp mặt xuất sắc nhất thể loại Nhạc kịch                 | Daveed Diggs | Đoạt giải |
| 2016 | Giải Tony                                 | Nam diễn viên góp mặt xuất sắc nhất thể loại Nhạc kịch                 | Jonathan Groff | Đề cử     |
| 2016 | Giải Tony                                 | Nam diễn viên góp mặt xuất sắc nhất thể loại Nhạc kịch                 | Christopher Jackson | Đề cử     |
| 2016 | Giải Tony                                 | Nữ diễn viên góp mặt xuất sắc nhất thể loại Nhạc kịch                  | Renée Elise Goldsberry | Đoạt giải |
| 2016 | Giải Tony                                 | Thiết kế sân khấu xuất sắc nhất thể loại Nhạc kịch                     | David Korins | Đề cử     |
| 2016 | Giải Tony                                 | Thiết kế phục trang xuất sắc nhất thể loại Nhạc kịch                   | Paul Tazewell | Đoạt giải |
| 2016 | Giải Tony                                 | Thiết kế ánh sáng xuất sắc nhất thể loại Nhạc kịch                     | Howell Binkley | Đoạt giải |
| 2016 | Giải Tony                                 | Đạo diễn xuất sắc nhất thể loại Nhạc kịch                              | Thomas Kail | Đoạt giải |
| 2016 | Giải Tony                                 | Biên đạo múa xuất sắc nhất                                             | Andy Blankenbuehler | Đoạt giải |
| 2016 | Giải Tony                                 | Hòa âm hay nhất                                                        | Alex Lacamoire | Đoạt giải |
| 2016 | Giải Liên đoàn kịch Hoa Kỳ                | Sản xuất nhạc kịch Broadway hoặc ngoài Broadway xuất sắc nhất          | Sản xuất nhạc kịch Broadway hoặc ngoài Broadway xuất sắc nhất | Đoạt giải |
| 2016 | Giải Liên đoàn kịch Hoa Kỳ                | Màn trình diễn nổi bật nhất                                            | Daveed Diggs | Đề cử     |
| 2016 | Giải Liên đoàn kịch Hoa Kỳ                | Màn trình diễn nổi bật nhất                                            | Lin-Manuel Miranda | Đoạt giải |
| 2016 | Giải Pulitzer                             | Kịch hay nhất                                                          | Lin-Manuel Miranda | Đoạt giải |
| 2016 | Giải Grammy                               | Album Nhạc kịch xuất sắc nhất                                          | Daveed Diggs, Renée Elise Goldsberry, Jonathan Groff, Christopher Jackson, Jasmine Cephas Jones, Lin-Manuel Miranda, Leslie Odom Jr., Okieriete Onaodowan, Anthony Ramos & Phillipa Soo (hát chính); Alex Lacamoire, Lin-Manuel Miranda, Bill Sherman, Ahmir Thompson & Tariq Trotter (nhà sản xuất); Lin-Manuel Miranda (soạn nhạc & viết lời) | Đoạt giải |
| 2016 | Giải Fred và Adele Astaire                | Dàn diễn viên nổi bật của một vở kịch Broadway                         | Dàn diễn viên nổi bật của một vở kịch Broadway | Đề cử     |
| 2016 | Giải Fred và Adele Astaire                | Biên đạo múa xuất sắc nhất                                             | Andy Blankenbuehler | Đoạt giải |
| 2016 | Giải Fred và Adele Astaire                | Vũ công nam xuất sắc nhất                                              | Daveed Diggs | Đề cử     |
| 2016 | Giải Hình ảnh NAACP                       | Hợp tác song ca, nhóm xuất sắc nhất                                    | Dàn diễn viên gốc của Broadway | Đề cử     |
| 2016 | Giải Hội Nhà viết kịch Hoa Kỳ             | Giải Frederick Loewe Award cho sáng tác kịch                           | Lin-Manuel Miranda | Đoạt giải |
| 2016 | Giải Edward M. Kennedy                    | Kịch chuyển thể từ lịch sử Hoa Kỳ                                      | Lin-Manuel Miranda | Đoạt giải |
| 2017 | Giải thưởng Âm nhạc Billboard             | Album nhạc phim hàng đầu                                               | Album nhạc phim hàng đầu | Đoạt giải |
| 2018 | Giải thưởng danh dự của trung tâm Kennedy | Lin-Manuel Miranda, Andy Blankenbuehler, Alex Lacamoire và Thomas Kail | Lin-Manuel Miranda, Andy Blankenbuehler, Alex Lacamoire và Thomas Kail | Đoạt giải |

### Ở West End, Luân Đôn
| Năm  | Giải                        | Hạng mục                                             | Ứng cử viên                              | Kết quả   |
| ---- | --------------------------- | ---------------------------------------------------- | ---------------------------------------- | --------- |
| 2018 | Giải Giới Phê bình Sân khấu | Giải Peter Hepple cho Nhạc kịch hay nhất             | Giải Peter Hepple cho Nhạc kịch hay nhất | Đoạt giải |
| 2018 | Giải Laurence Olivier       | Nhạc kịch mới hay nhất                               | Nhạc kịch mới hay nhất                   | Đoạt giải |
| 2018 | Giải Laurence Olivier       | Thành tựu Âm nhạc Xuất sắc nhất                      | Alex Lacamoire và Lin-Manuel Miranda     | Đoạt giải |
| 2018 | Giải Laurence Olivier       | Nam diễn viên chính xuất sắc nhất thể loại Nhạc kịch | Giles Terera                             | Đoạt giải |
| 2018 | Giải Laurence Olivier       | Nam diễn viên chính xuất sắc nhất thể loại Nhạc kịch | Jamael Westman                           | Đề cử     |
| 2018 | Giải Laurence Olivier       | Nam diễn viên phụ xuất sắc nhất thể loại Nhạc kịch   | Michael Jibson                           | Đoạt giải |
| 2018 | Giải Laurence Olivier       | Nam diễn viên phụ xuất sắc nhất thể loại Nhạc kịch   | Jason Pennycooke                         | Đề cử     |
| 2018 | Giải Laurence Olivier       | Nam diễn viên phụ xuất sắc nhất thể loại Nhạc kịch   | Cleve September                          | Đề cử     |
| 2018 | Giải Laurence Olivier       | Nữ diễn viên phụ xuất sắc nhất thể loại Nhạc kịch    | Rachel John                              | Đề cử     |
| 2018 | Giải Laurence Olivier       | Thiết kế phục trang xuất sắc nhất                    | Paul Tazewell                            | Đề cử     |
| 2018 | Giải Laurence Olivier       | Thiết kế ánh sáng xuất sắc nhất                      | Howell Binkley                           | Đoạt giải |
| 2018 | Giải Laurence Olivier       | Thiết kế âm thanh xuất sắc nhất                      | Nevin Steinberg                          | Đoạt giải |
| 2018 | Giải Laurence Olivier       | Đạo diễn xuất sắc nhất                               | Thomas Kail                              | Đề cử     |
| 2018 | Giải Laurence Olivier       | Biên đạo múa sân khấu xuất sắc nhất                  | Andy Blankenbuehler                      | Đoạt giải |

## Chuyển thể

### Định dạng video
Năm 2016, một buổi diễn ở nhà hát Richard Rodgers Theatre đã được ghi hình lại và sau đó đem đi bán đấu giá cho các công ty điện ảnh lớn. Ngày 3 tháng 2 năm 2020, Walt Disney Studios đã mua được quyền phân phối bản ghi này với giá 75 triệu đô-la Mỹ và dự định sẽ tung ra rạp ngày 15 tháng 10 năm 2021. Nhưng vì các nhà hát ở Broadway, West End và các tour lưu diễn đều phải đình chỉ hoạt động do dịch COVID-19 và cũng để mừng Ngày Độc lập Hoa Kỳ (ngày 4 tháng 7), bản ghi hình được dời lên phát hành trực tuyến trên nền tảng trực tuyến Disney+ từ ngày 3 tháng 7 năm 2020. Bản ghi hình này đã nhận được số điểm 90/100 trên trang web chuyên phê bình điện ảnh Metacritic, dựa trên 49 bài nhận xét với dòng tóm tắt "đa số là lời khen". Trên hệ thống tổng hợp kết quả đánh giá Rotten Tomatoes, các nhà phê bình đã cho Hamilton số điểm trung bình là 9.23/10 từ 99% lượng đồng thuận của 137 bài đánh giá kèm theo lời bình chung: "Hãy nhìn quanh, hãy nhìn quanh xem Hamilton đã tỏa sáng đẹp đẽ như thế nào vượt ra khỏi phạm vi của sân khấu Broadway, và Thomas Kail đã nắm bắt được nguồn năng lượng sân khấu lan tỏa của vở kịch một cách tuyệt vời."

### Phim điện ảnh
Ngày 10 tháng 2 năm 2017, Miranda tiết lộ rằng Quiara Alegría Hudes (nhà biên kịch của In the Heights) đang viết kịch bản cho Hamilton phiên bản điện ảnh. Anh cũng nói rằng "sẽ có Hamilton bản điện ảnh, nhưng sẽ mất vài năm cơ, để mọi người có thể ra rạp coi phiên bản trên sân khấu trước cái đã".